# مارثلينو سانث دي ساوتيولا
مارثلينو سانث دي ساوتيولا بيدرويكا (بالإنجليزية: Marcelino Sanz de Sautuola)‏‏ (2 يونيو 1831 في شنت أندر - 30 مارس 1888 في شنت أندر) عالم إنسان، وعالم آثار، وعالم طبيعة، ومحامٍ، ورجل قانون من إسبانيا. اشتهر باكتشافه كهف ألتميرا عام 1875 وتعرف على بعض الخطوط التي لم يُتعرف أنها من صنع الإنسان في ذلك الوقت.

## كهف ألتميرا
في المعرض العالمي بباريس رأي اكتشف ساوتيولا بعض الأشياء التي تعود إلي [[عصر ما قبل التاريخ|عصور ما قبل التاريخ والتي عُثر عليها في كهوف جنوب فرنسا. وقد تلقى ساوتيولا تدريبًا مكثفًا في العلوم الطبيعية والتاريخ. وعاد إلي إسبانيا بمنظور مُتجدد وقرر القيام بعمله الخاص في كهوف كانتابريا، مُصطحبًا ابنته ماريا، وعاد إلي ألتميرا 1879.
في عام 1880، نشر ساوتيولا اكتشافه في كُتيب مُلاحظات مُوجزة عن بعض آثار ما قبل التاريخ من مقاطعة سانتاندير، ونسب اللوحات إلى عصور ما قبل التاريخ، إلى العصر الحجري القديم. علي الرغم من تحليله الواضح، إلا أن مُعاصريه سواء من المُثقفين أو أنصار التطور أو مُؤرخي ما قبل التاريخ المُتشككين كانوا ذوي وجهات نظر فكرية مُختلفة وشككوا في مصداقيته.